# Baia de Criș
Baia de Criș (veraltet Baia Crișului; deutsch Altenburg, ungarisch Körösbánya) ist eine Gemeinde im Kreis Hunedoara in der Region Siebenbürgen in Rumänien.
Baia de Criș ist auch unter den ungarischen Bezeichnungen Fehérkörösbánya und Nagybánya bekannt.

## Geographische Lage

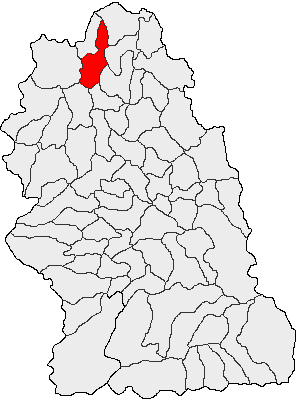
Lage der Gemeinde Baia de Criș im Kreis Hunedoara

Die Gemeinde Baia de Criș liegt im Südwesten Siebenbürgens, in den südlichen Ausläufern des Bihor-Gebirges, den östlichen des Zarand-Gebirges (Munții Zarandului) und den nördlichen des Siebenbürgischen Erzgebirges. Im Norden des Kreises Hunedoara befindet sich der Ort am Oberlauf des Crișul Alb (Weiße Kreisch), sieben Kilometer nordwestlich der Stadt Brad (Tannenhof) an der Bahnstrecke Arad–Brad und der Europastraße 79. Die Kreishauptstadt Deva (Diemrich) ist etwa 45 Kilometer südöstlich entfernt. Die eingemeindeten Dörfer befinden sich in einem Umkreis von zwei bis sieben Kilometer von Baia de Criș entfernt.

## Geschichte
Der Ort wurde 1451 urkundlich erwähnt, als Johann Hunyadi den Ort dem serbischen Despoten Đurađ Branković schenkte. 1519 wurde Baia de Criș (Kőrösbánya) Verwaltungssitz des Komitats Zaránd, das bei der Komitatsreform 1876 mit dem Komitat Hunyad (Komitat Eisenmarkt) vereinigt wurde.
Die Geschichte der Besiedlung der Region reicht jedoch bis in die Frühbronzezeit zurück. Auf einem von den Einheimischen Fântâna Borchii genannten Gebiet der Gemeinde wurden drei Monolithe gefunden. Nach unterschiedlichen Angaben wurden diese der Bronzezeit (nach M. Hoernes und V. Pârvan) oder der Römerzeit (nach G. Téglás) zugeordnet. Mehrere Funde, die auf dem Gebiet der Gemeinde gemacht wurden, sind in den Museen von Deva, Târgu Mureș und Aiud zu sehen. Auch der Bergbau auf Gold konnte auf dem Gebiet der Gemeinde nachgewiesen werden.
Die Hauptbeschäftigung der Bevölkerung sind die Landwirtschaft, die Viehzucht, die Holzverarbeitung und der Bergbau im Gold- und Braunkohlebergwerk.

## Bevölkerung
Die Bevölkerung der Gemeinde entwickelte sich wie folgt:
| 1850 | 4.288 | 4.041 | 160 | 50    | 37           |
| 1920 | 4.880 | 4.427 | 276 | 103   | 74           |
| 1941 | 5.398 | 5.167 | 110 | 65    | 56           |
| 1977 | 4.574 | 4.527 | 40  | 3     | 4            |
| 2002 | 3.031 | 2.998 | 13  | 1     | 19           |
| 2011 | 2.611 | 2.558 | 4   | 2 (?) | 47           |
| 2021 | 2.176 | 1.984 | 5   | 2     | 185 (9 Roma) |

Seit der offiziellen Erhebung von 1850 wurde auf dem Gebiet der heutigen Gemeinde die höchste Einwohnerzahl – und gleichzeitig die der Rumänen – 1941 ermittelt. Die höchste Bevölkerungszahl der Deutschen (103) wurde 1920, der Ungarn (678) 1910 und die der Roma (36) 1930 registriert. Des Weiteren wurden Ukrainer (höchste Einwohnerzahl 8 im Jahr 1966), Serben (höchste Einwohnerzahl 4 im Jahr 1890) und bei fast jeder Volkszählung Slowaken (höchste Einwohnerzahl 33 im Jahr 1900) registriert.

## Sehenswürdigkeiten
- Das Franziskanerkloster und dessen Kirche (heute die römisch-katholische Kirche),[8] im 15. Jahrhundert errichtet, stehen unter Denkmalschutz.[9] Nach einem Brand von 1722 wurde die Kirche in neugotischem Stil aufgebaut. Die Seitenaltäre und die Kanzel sind noch aus der alten Kirche.[4]
- Die unitarische Kirche, im 16. Jahrhundert errichtet.
- Das ländliche Zentrum des Ortes, im 19. Jahrhundert errichtet, steht unter Denkmalschutz.[9]
- Das Dorfmuseum „Avram Iancu“, das Haus, vor dem Avram Iancu 1872 tot aufgefunden wurde.
- Im Ortszentrum eine 1,30 Meter große Bronzebüste Iancus, auf einem 2,50 Meter hohen Granitstein und im Park ein ca. acht Meter hohe Obelisk Avram Iancus. Die Büste wurde 1925 von Cornel Medrea an Stelle einer früheren – weniger gut gelungenen –, von Romul Ladea 1924 gefertigt, aufgestellt.
- Die alte und die neue orthodoxe Kirche des Ortes.
- Die „Horea-Eiche“ im eingemeindeten Dorf Țebea. Eine Traubeneiche (heute ein Betonkorsett),[10] von welcher Horea am Sonntag, dem 24. Oktober 1784 zu den aufständischen Bauern gesprochen haben soll. Bis zu einem Blitzschlag am 2. Februar 2005 stand diese unter Denkmalschutz.[11] Am 11. September 2005 pflanzte neben der „Horea-Eiche“ – ca. 5 Meter entfernt – Traian Băsescu, gemeinsam mit seiner jüngeren Tochter Elena, ein Eichenpflänzchen (ca. zehn Jahre alt).[12]
- Die Holzkirche im eingemeindeten Dorf Lunca, im 17. Jahrhundert errichtet, wurde 1820 aus dem Dorf Țebea nach Lunca versetzt.[4]

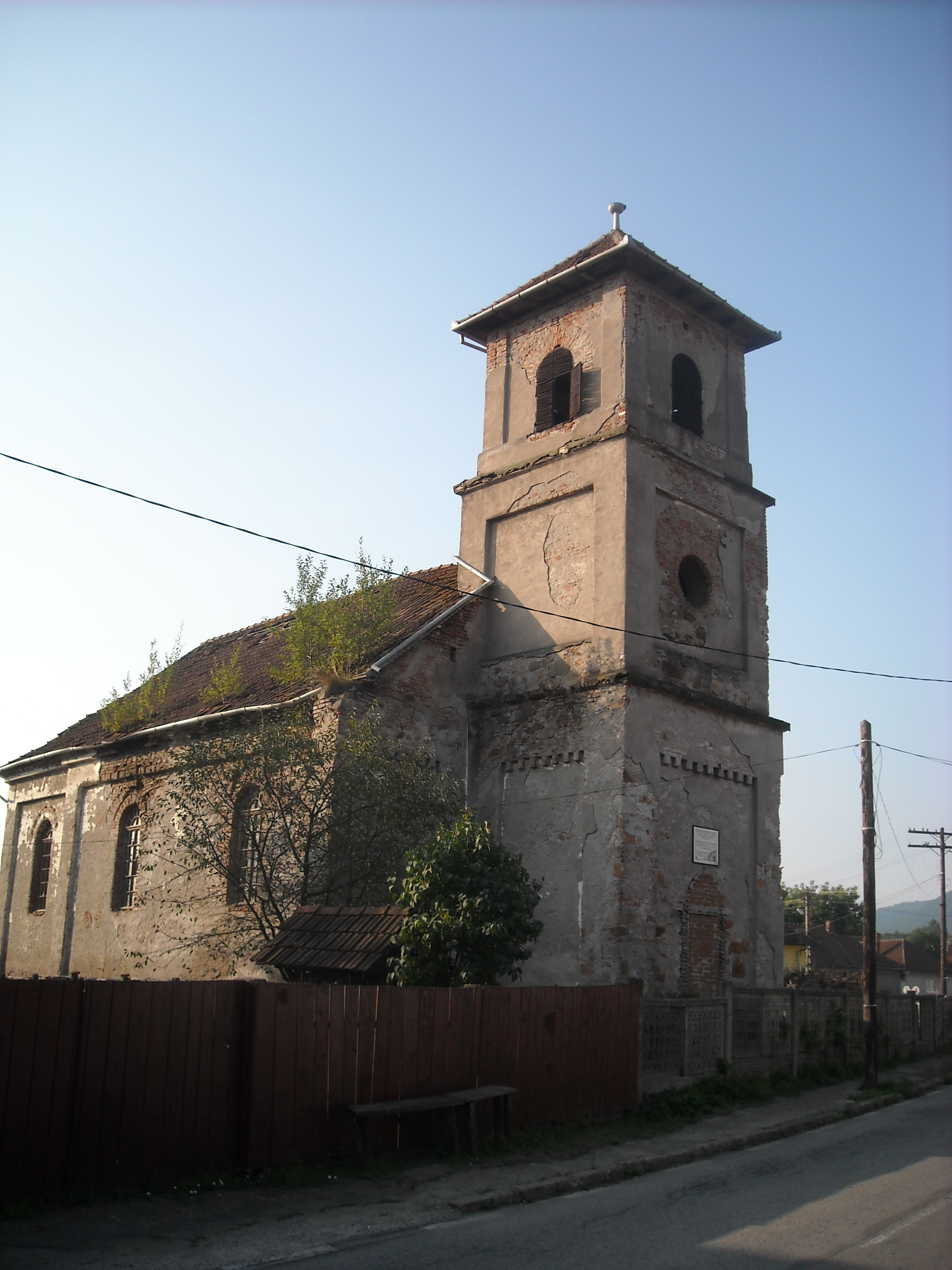
Die unitarische Kirche
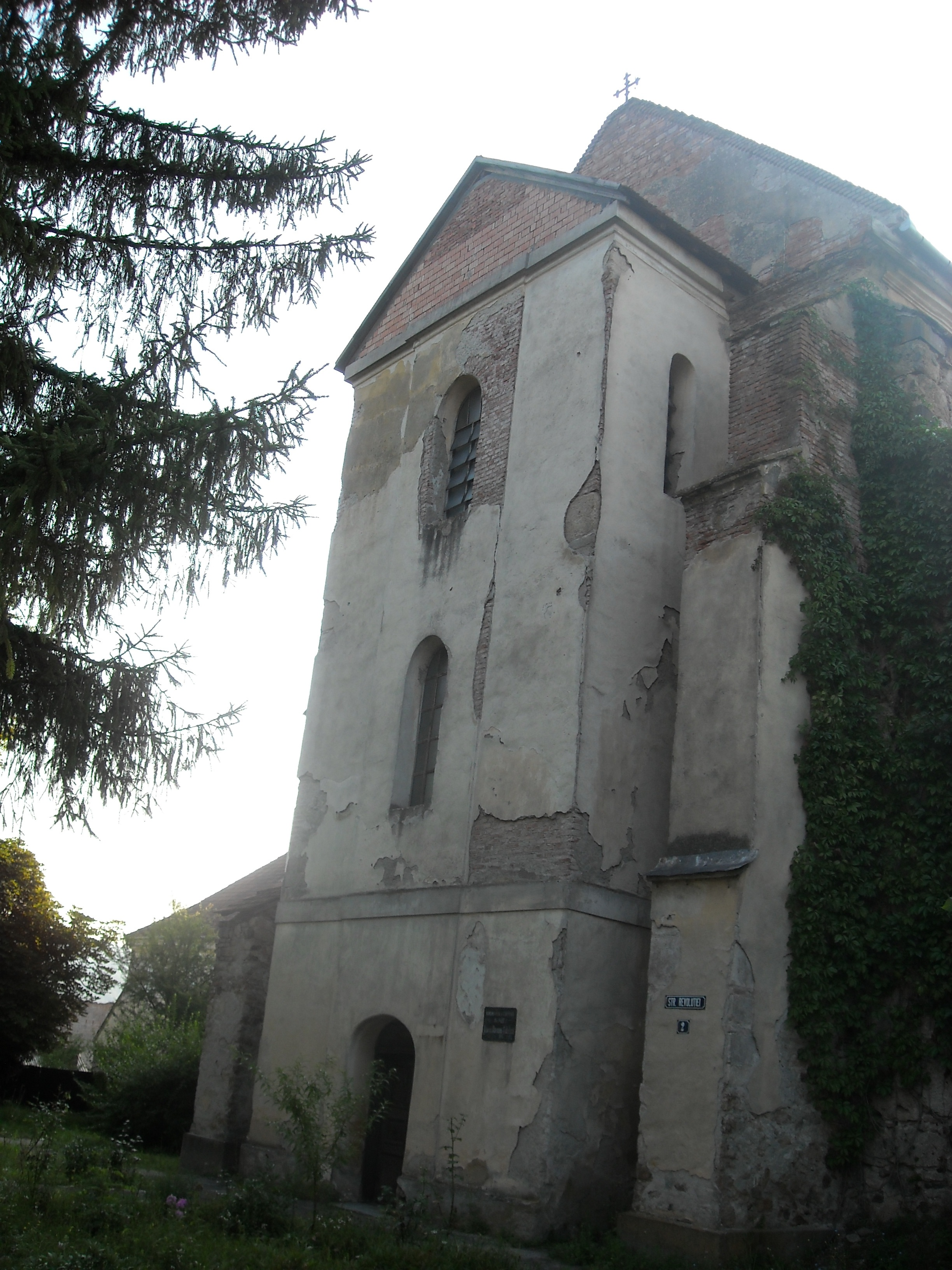
Die Römisch-katholische Kirche
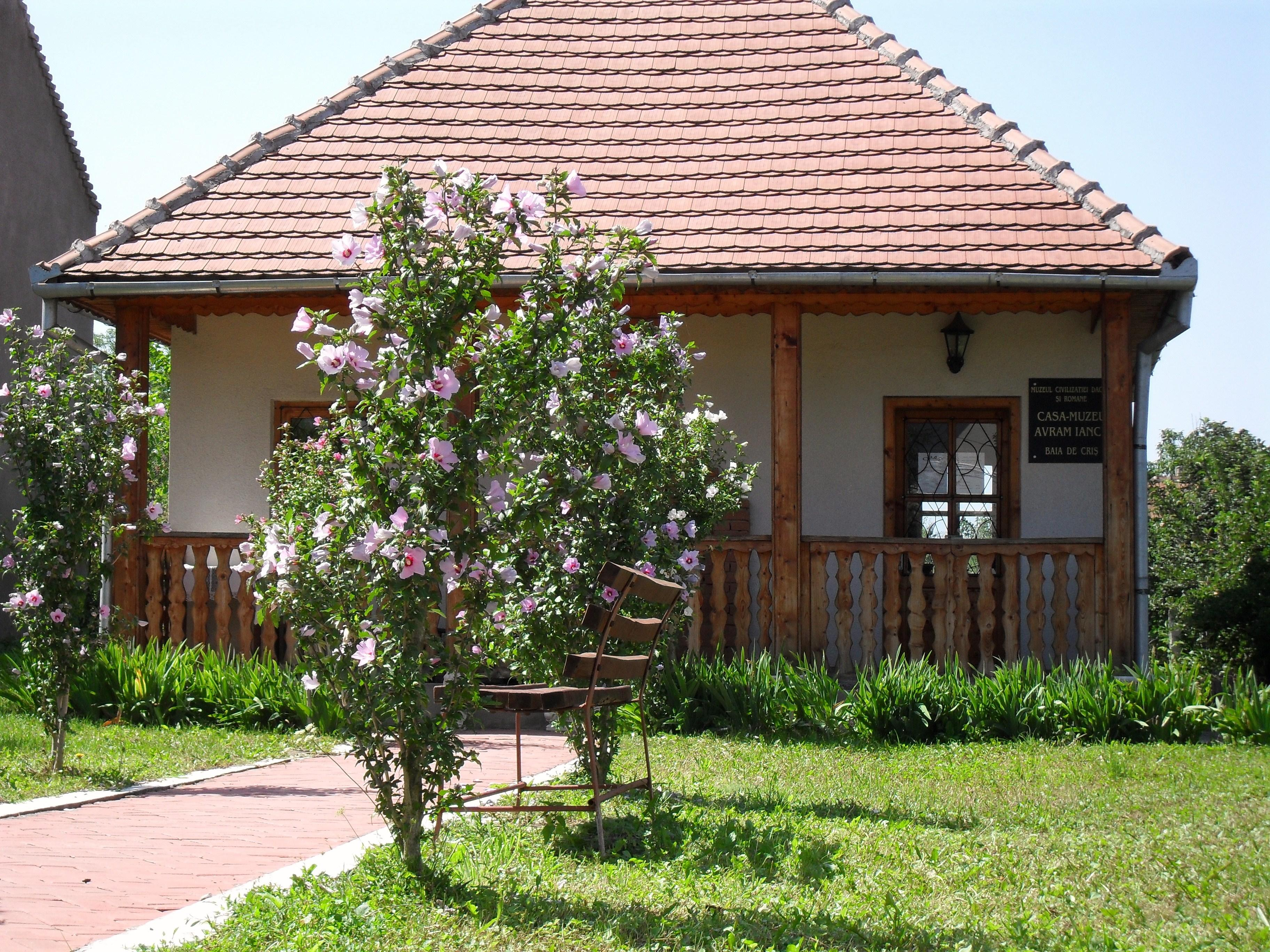
Das Avram Iancu Museum
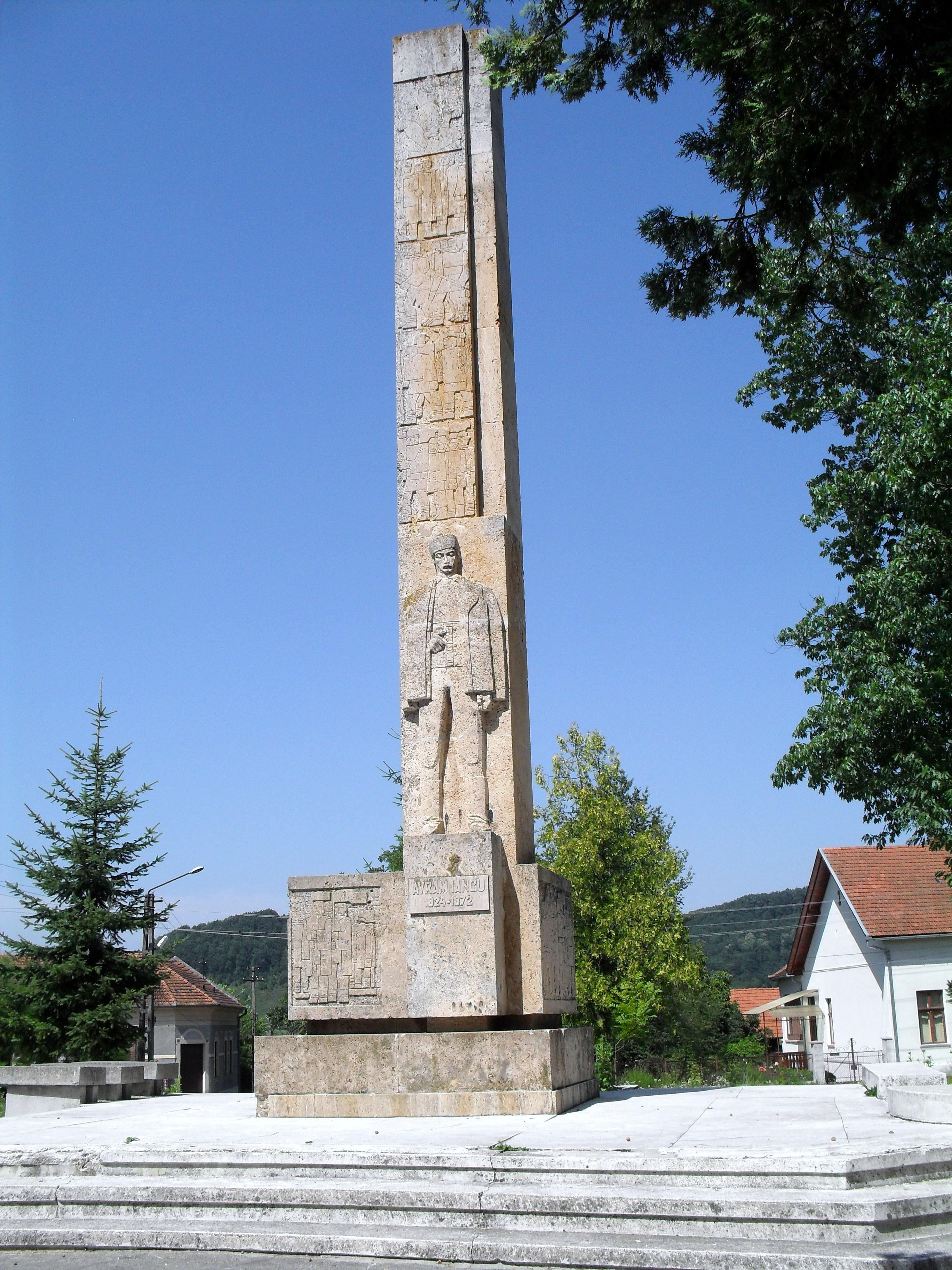
Obelisk, A. Iancu
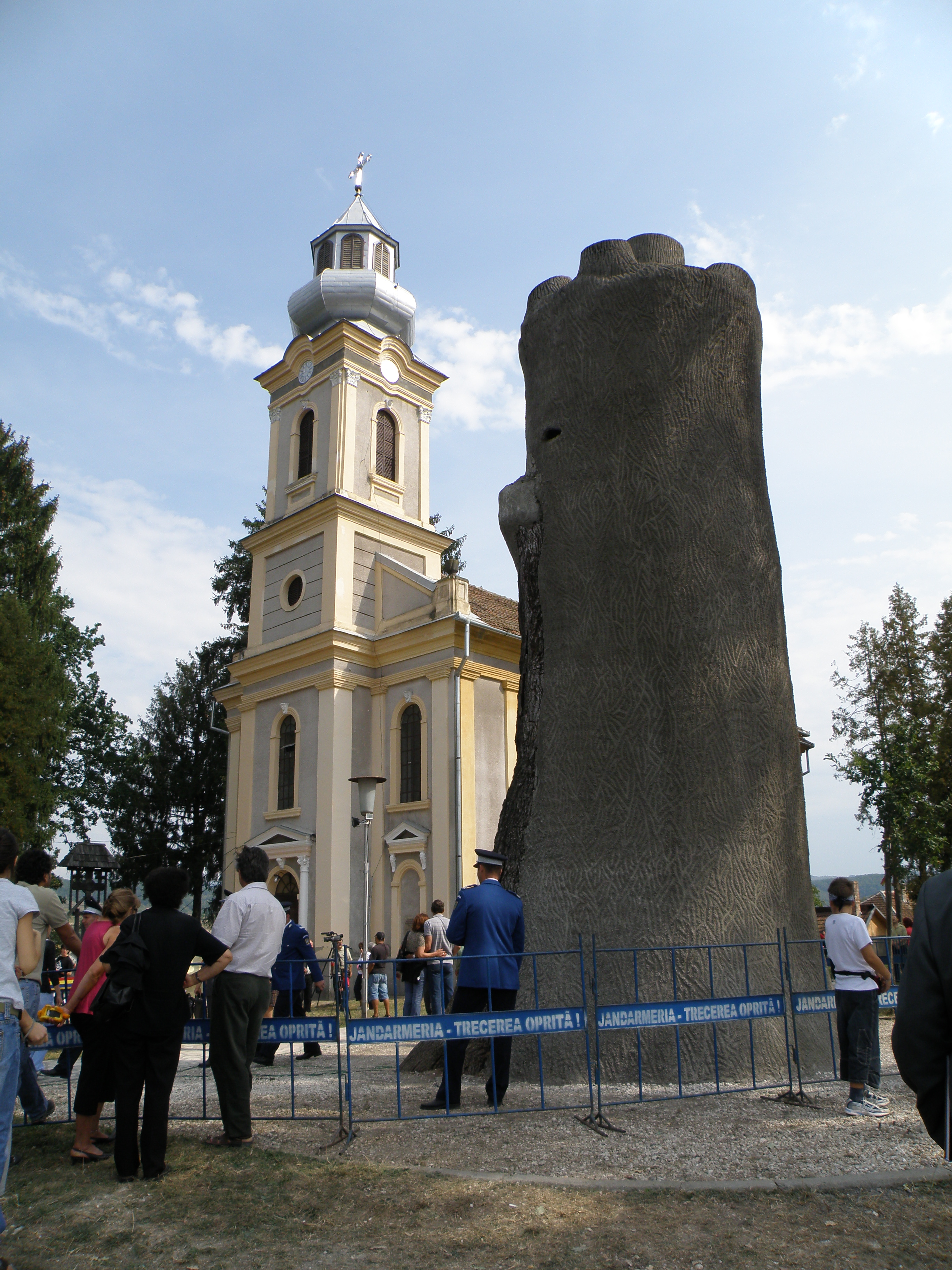
Die einbetonierte „Horea-Eiche“

## Persönlichkeiten
- Avram Iancu (1824–1872), war ein rumänischer Rechtsanwalt und Revolutionär, einer der Anführer der rumänischen Revolution von 1848, wurde hier im Ort tot aufgefunden; im eingemeindeten Dorf Țebea, unweit der „Horea-Eiche“, beigesetzt.[13]